# Magic Pie
Magic Pie est un groupe de rock progressif norvégien, originaire de Moss et Fredrikstad.

## Biographie
Le groupe s'inspire musicalement de groupes des années 1970 comme Deep Purple, Yes, Spock's Beard et Flower Kings. Magic Pie est formé en 2001. 
Le groupe signe, quatre ans plus tard, au label Progress Records en 2005, et y publie son premier album, Motions of Desire. Après la sortie de leur deuxième album, Circus of Life, publié en 2007, Allan Olsen quitte le groupe, qui accueille le vocaliste Eiríkur Hauksson.
Puis leur troisième album, The Suffering Joy, est enregistré et annoncé pour mi-2010 ; cependant, la date est reportée du fait que leur studio à Røed Gård et Moss ait été incendié en mars 2010. The Suffering Joy sort finalement le 25 mars 2011,. Par la suite, le groupe annonce un quatrième album. Ce quatrième opus, King for a Day, sort en 2015.
Leur cinquième album, Fragments of the 5th Element, sort le 30 août 2019 chez Karisma Records.

## Membres

### Membres actuels
- Kim Stenberg - voix, guitare
- Eiríkur Hauksson - voix, guitare
- Erling Henanger - voix, claviers
- Eirik Hanssen - voix, guitare
- Lars Petter Holstad - voix, basse
- Jan T. Johannessen - batterie

### Anciens membres
- Allan Olsen - voix (2001-2007)
- Gilbert Marshall - claviers, voix (2001-2012)

## Discographie

### Albums studio
- 2005 : Motions of Desire
- 2007 : Circus of Life
- 2011 : The Suffering Joy
- 2015 : King for a Day
- 2019 : Fragments Of The 5th Element